# Liste des intercommunalités de la Haute-Garonne

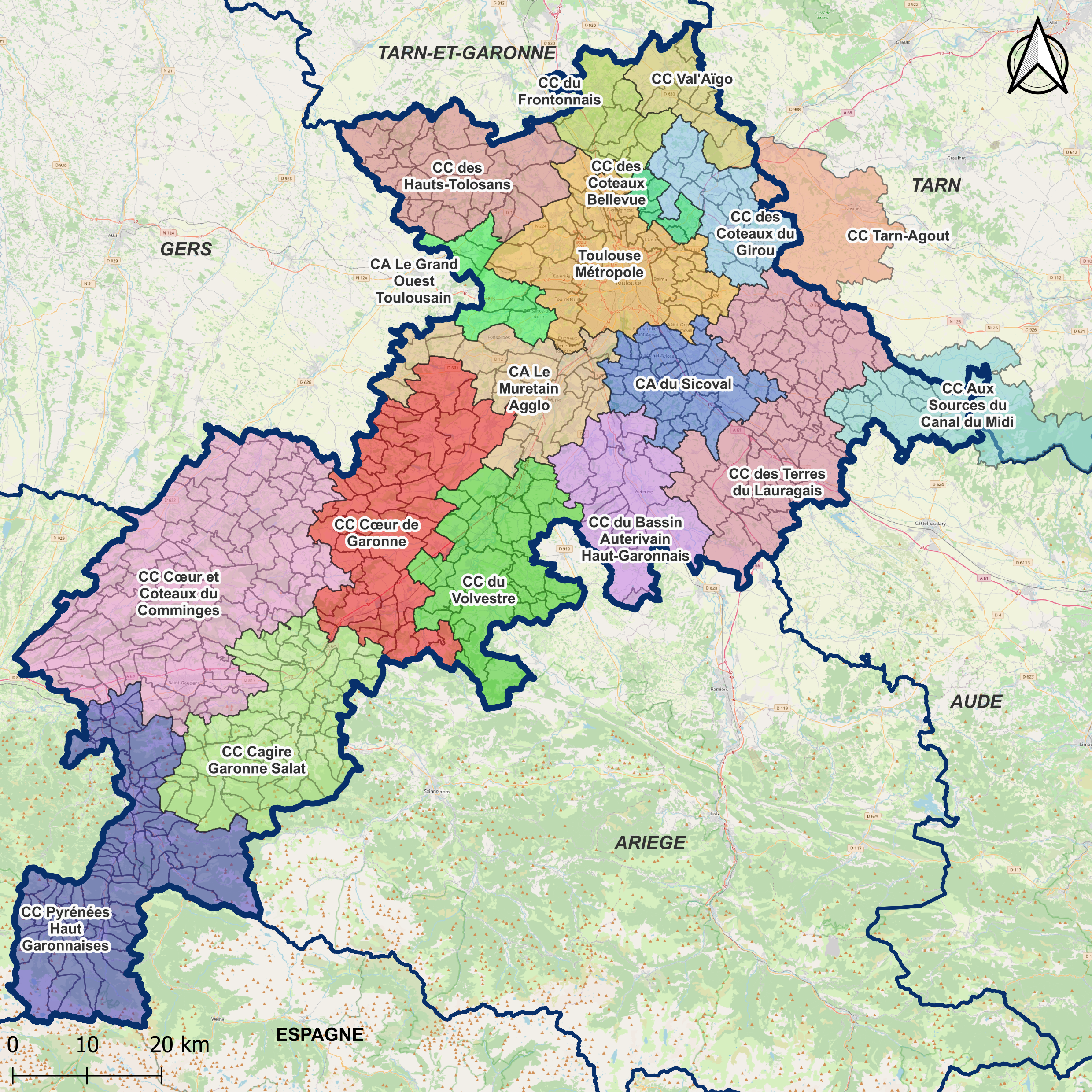
Carte des EPCI de la Haute-Garonne au 1er août 2025.

Au 1er janvier 2021, le département de la Haute-Garonne compte 17 établissements publics de coopération intercommunale à fiscalité propre dont le siège est dans le département (3 communautés d'agglomération et 13 communautés de communes), dont un qui est interdépartemental.  Par ailleurs une commune est groupée dans une intercommunalité dont le siège est situé hors département.

## Liste des intercommunalités à fiscalité propre
| Forme juridique                                           | Nom                                     | no SIREN  | Date de création | Nombre de communes                                | Population (der. pop. légale) | Superficie (km2) | Densité (hab./km2) | Siège                        | Président            |
| --------------------------------------------------------- | --------------------------------------- | --------- | ---------------- | ------------------------------------------------- | ----------------------------- | ---------------- | ------------------ | ---------------------------- | -------------------- |
| Métropole                                                 | Toulouse Métropole                      | 243100518 | 31 décembre 2008 | 37                                                | 818 491 (2021)                | 458,20           | 1 787              | Toulouse                     | Jean-Luc Moudenc     |
| Communauté d'agglomération                                | Le Muretain Agglo                       | 200068641 | 1er janvier 2017 | 26                                                | 126 409 (2021)                | 319,80           | 395                | Muret                        | André Mandement      |
| Communauté d'agglomération                                | Sicoval                                 | 243100633 | 1er janvier 2001 | 36                                                | 82 571 (2021)                 | 248,40           | 332                | Labège                       | Bruno Caubet         |
| Communauté d'agglomération                                | Le Grand Ouest Toulousain Agglomération | 243100781 | 1er juin 2025    | 8                                                 | 48 345 (2021)                 | 120,20           | 402                | Plaisance-du-Touch           | Philippe Guyot       |
| Communauté de communes                                    | CC Cœur et Coteaux du Comminges         | 200072643 | 1er janvier 2017 | 104                                               | 44 068 (2021)                 | 985,50           | 45                 | Saint-Gaudens                | Magali Gasto-Oustric |
| Communauté de communes                                    | CC des Terres du Lauragais              | 200071298 | 1er janvier 2017 | 58                                                | 41 864 (2021)                 | 617,40           | 68                 | Villefranche-de-Lauragais    | Christian Portet     |
| Communauté de communes                                    | CC des Hauts Tolosans                   | 200071314 | 1er janvier 2017 | 29                                                | 35 414 (2021)                 | 374,60           | 95                 | Grenade                      | Jean-Paul Delmas     |
| Communauté de communes                                    | CC Cœur de Garonne                      | 200068815 | 1er janvier 2017 | 48                                                | 35 015 (2021)                 | 570,20           | 61                 | Cazères                      | Paul-Marie Blanc     |
| Communauté de communes                                    | CC du Bassin Auterivain Haut-Garonnais  | 200068807 | 1er janvier 2017 | 19                                                | 33 689 (2021)                 | 312,40           | 108                | Auterive                     | Serge Baurens        |
| Communauté de communes                                    | CC du Volvestre                         | 200066819 | 1er janvier 2017 | 32                                                | 30 684 (2021)                 | 408,20           | 75                 | Carbonne                     | Denis Turrel         |
| Communauté de communes                                    | CC du Frontonnais                       | 200034957 | 27 novembre 2012 | 10                                                | 28 233 (2021)                 | 160,90           | 176                | Bouloc                       | Hugo Cavagnac        |
| Communauté de communes                                    | CC des Coteaux du Girou                 | 243100732 | 1er janvier 1999 | 18                                                | 22 837 (2021)                 | 209,20           | 109                | Gragnague                    | Daniel Calas         |
| Communauté de communes                                    | CC Aux sources du Canal du Midi         | 243100567 | 1er janvier 2002 | 28 (dont 13 dans le 31)                           | 21 703 (2021)                 | 351,70           | 62                 | Revel                        | Laurent Hourquet     |
| Communauté de communes                                    | CC des Coteaux Bellevue                 | 243100815 | 21 novembre 2000 | 7                                                 | 21 009 (2021)                 | 47,70            | 440                | Pechbonnieu                  | Sabine Geil-Gomez    |
| Communauté de communes                                    | CC Val'Aïgo                             | 243100773 | 17 décembre 1999 | 9                                                 | 18 319 (2021)                 | 146,20           | 125                | Villemur-sur-Tarn            | Jean-Marc Dumoulin   |
| Communauté de communes                                    | CC Cagire Garonne Salat                 | 200073146 | 1er janvier 2017 | 55                                                | 17 799 (2021)                 | 516,70           | 35                 | Mane                         | François Arcangeli   |
| Communauté de communes                                    | CC des Pyrénées Haut-Garonnaises        | 200072635 | 1er janvier 2017 | 76                                                | 15 464 (2021)                 | 637,40           | 24                 | Gourdan-Polignan             | Alain Puente         |
| Intercommunalité dont le siège est situé hors département |                                         |           |                  |                                                   |                               |                  |                    |                              |                      |
| Communauté de communes                                    | CC Tarn-Agout                           | 200034023 | 1er janvier 2013 | 21 (dont 1 anciennement dans le 31 jusqu'en 2023) | 29 678 (2021)                 | 259,80           | 114                | Saint-Sulpice-la-Pointe (81) | Gérard Portes        |

## Anciennes intercommunalités
1. Communauté de communes d'Axe-Sud
2. Communauté de communes du Boulonnais
3. Communauté de communes du canton de Cazères
4. Communauté de communes du canton de Saint-Béat
5. Communauté de communes du canton de Saint-Martory
6. Communauté de communes du canton de Salies-du-Salat
7. Communauté de communes Cap-Lauragais
8. Communauté de communes Cœur Lauragais
9. Communauté de communes des Coteaux de Cadours
10. Communauté de communes des Coteaux du Lauragais Sud
11. Communauté de communes rurales des Coteaux du Savès et de l'Aussonnelle
12. Communauté de communes de Dène Codene
13. Communauté de communes de Garonne Louge
14. Communauté de communes du Haut Comminges
15. Communauté de communes Hers Garonne
16. Communauté de communes Lèze-Ariège-Garonne
17. Communauté de communes de la Louge et du Touch
18. Communauté de communes Nébouzan-Rivière-Verdun
19. Communauté de communes du Pays de Luchon
20. Communauté de communes des Portes du Comminges
21. Communauté de communes du Saint-Gaudinois
22. Communauté de communes de Save et Garonne
23. Communauté de communes du Savès
24. Communauté de communes des Terres d'Aurignac
25. Communauté de communes des Trois Vallées
26. Communauté de communes de la vallée de l'Ariège

## Groupements de communautés de communes
1. Pays Comminges Pyrénées (inclus dans l'ensemble des Pays des Pyrénées)
2. Pays Lauragais
3. Pays du Sud Toulousain
4. Pays Tolosan